# Paul Benjamin
Paul Benjamin ist ein Pseudonym von Paul Benjamin Auster, das er 1978 für den Kriminalroman Squeeze Play benutzte. In Deutschland wurde der Roman erst 1998 im Anhang des autobiografischen Bandes Von der Hand in den Mund. Eine Chronik früher Fehlschläge in größerer Auflage veröffentlicht. Dieser Name bezeichnet außerdem eine Figur in dem Film Smoke in der Regie von Wayne Wang, zu dem Auster das Drehbuch schrieb. Eine weitere Figur im Film, Rashid, verwendet diesen Namen, um nicht seinen eigenen Namen nennen zu müssen.